# Université de Rome III
 (février 2025).
Si vous disposez d'ouvrages ou d'articles de référence ou si vous connaissez des sites web de qualité traitant du thème abordé ici, merci de compléter l'article en donnant les références utiles à sa vérifiabilité et en les liant à la section « Notes et références ».
Pour les articles homonymes, voir Université de Rome.
L'université de Rome III (en italien : Università degli Studi di Roma Tre) est une université située à Rome en Italie, fondée en 1992.

## Organisation
Celle-ci est constituée de 8 divisions :
- Faculté d'architecture
- Faculté d'économie
- Faculté d'éducation
- Faculté d'ingénierie
- Faculté de sciences humaines et sociales
- Faculté de droit
- Faculté de mathématiques et sciences naturelles
- Faculté de science politique

## Personnalités liées

### Professeurs
- Andrea Riccardi, professeur d'histoire du christianisme et des religions
- Alessandro Figà Talamanca, professeur de calcul

### Étudiants
- Maria Karapetian, femme politique arménienne.